# 奧圖凱區
奧圖凱區是非洲中部國家烏干達的111個區之一，由北部區負責管轄，首府是奧圖凱，海拔高度1,200米，距離利拉約66公里，2009年人口估計為77,800。

## 外部連結
- Otuke District Homepage

02°30′N 33°30′E / 2.500°N 33.500°E